# Alan Curtis (attore 1909)
Alan Curtis, pseudonimo di Harry Ueberroth (Chicago, 24 luglio 1909 – New York, 2 febbraio 1953), è stato un attore statunitense.

## Biografia
Nato Harry Ueberroth a Chicago nel 1909, Alan Curtis iniziò a lavorare come modello pubblicitario, per approdare poi alla carriera di attore. Esordì sul grande schermo nella seconda metà degli anni trenta con brevi ruoli non accreditati in film quali Follie d'inverno (1936), Sotto i ponti di New York (1936), e I demoni del mare (1937). L'attore non riuscì mai a diventare un divo di primo piano e interpretò prevalentemente ruoli di supporto, come quello di Nicky Haiden in Hollywood Cavalcade (1939), accanto a Don Ameche e Alice Faye, e quello di "Babe" in Una pallottola per Roy (1941), film che lanciò definitivamente Humphrey Bogart nei panni di Roy Earle, il rapinatore di cui "Babe" è uno dei complici. Nello stesso anno Curtis fu coprotagonista con Lee Bowman della commedia Gianni e Pinotto reclute (1941), primo film interpretato dalla celebre coppia di comici Bud Abbott e Lou Costello, mentre nel melodramma L'incompiuta (1941) impersonò il grande musicista Franz Schubert.
Nella prima metà degli anni quaranta, Curtis partecipò ad altri film di rilievo come Il pazzo di Hitler (1943), nel ruolo di Karel Vavra, un partigiano cecoslovacco, il noir La donna fantasma (1944), in cui impersonò Scott Henderson, un uomo che viene ingiustamente condannato per l'omicidio della moglie e che viene aiutato dalla propria segretaria a scoprire il vero colpevole, e La rivincita dell'uomo invisibile (1944), in cui interpretò il ruolo del giornalista Mark Foster. Nel 1947 gli fu affidato il personaggio del detective Philo Vance in due pellicole, Philo Vance's Gamble e Philo Vance's Secret Mission. Nel 1949 prese parte, nel ruolo del commodoro Van Diel, al film in costume I pirati di Capri, girato in Italia e diretto da Edgar G. Ulmer con un budget ridottissimo, interpretato anche da Louis Hayward, Binnie Barnes e Massimo Serato. Sempre in Italia, Curtis apparve nel drammatico Amore e sangue (1951).

## Vita privata e morte
Sposato quattro volte, le prime due mogli di Curtis furono le attrici Priscilla Lawson (dal 1937 al 1940) e Ilona Massey (dal 1941 al 1942). Anche i successivi matrimoni con Sandy Cromwell e con Betty Dodero (dal 1950 al 1951) terminarono con il divorzio.
Alan Curtis morì prematuramente il 2 febbraio 1953, all'età di 43 anni, dopo aver subito un intervento chirurgico di routine ai reni. Poche ore dopo l'operazione ebbe un arresto cardiaco per alcuni minuti, dal quale si riprese miracolosamente, ma la morte lo colse cinque giorni più tardi.
È sepolto presso il Memorial Park Cemetery and Crematorium di Skokie, Contea di Cook (Illinois).

## Filmografia
- La sedia del testimone (The Witness Chair), regia di George Nichols Jr. (1936)
- Undersea Kingdom, regia di B. Reeves Eason e Joseph Kane (1936)
- The Last Outlaw, regia di Christy Cabanne (1936)
- Follie d'inverno (Swing Time), regia di George Stevens (1936)
- L'incontentabile (Walking on Air), regia di Joseph Santley (1936)
- La jena di Barlow (Don't Turn 'em Loose), regia di Benjamin Stoloff (1936)
- Without Orders, regia di Lew Landers (1936)
- One Live Ghost, regia di Leslie Goodwins (1936) - cortometraggio
- Quartieri di lusso (Smartest Girl in Town), regia di Joseph Santley (1936)
- Sotto i ponti di New York (Winterset), regia di Alfred Santell (1936)
- Don't Tell the Wife, regia di Christy Cabanne (1937)
- I demoni del mare (Sea Devils), regia di Benjamin Stoloff (1937)
- China Passage, regia di Edward Killy (1937)
- Adorazione (The Woman I Love), regia di Anatole Litvak (1937)
- Fra due donne (Between Two Women), regia di George B. Seitz (1937)
- Bad Guy, regia di Edward L. Cahn (1937)
- La lucciola (The Firefly), regia di Robert Z. Leonard (1937)
- La donna che voglio (Mannequin), regia di Frank Borzage (1937)
- Yellow Jack, regia di George B. Seitz (1938)
- The Shopworn Angel, regia di H.C. Potter (1938)
- I tre cadetti (The Duke of West Point), regia di Alfred E. Green (1938)
- Burn 'em Up O’Connor, regia di Edward Sedgwick (1939)
- Il sergente Madden (Sergeant Madden), regia di Josef von Sternberg (1939)
- Una ragazza allarmante (Good Girls Go to Paris), regia di Alexander Hall (1939)
- Hollywood Cavalcade, regia di Irving Cummings e, non accreditato, Buster Keaton (1939)
- Four Sons, regia di Archie Mayo (1940)
- Una pallottola per Roy (High Sierra), regia di Raoul Walsh (1941)
- Vieni a vivere con me (Come Live with Me), regia di Clarence Brown (1941)
- Gianni e Pinotto reclute (Buck Privates), regia di Arthur Lubin (1941)
- Sangue e arena (Blood and Sand), regia di Rouben Mamoulian (1941) – scene cancellate
- L'incompiuta (New Wine), regia di Reinhold Schünzel (1941)
- We Go Fast, regia di William C. McGann (1941)
- Remember Pearl Harbor, regia di Joseph Santley (1942)
- Il pazzo di Hitler (Hitler's Madman), regia di Douglas Sirk (1943)
- Incontro all'alba (Two Tickets to London), regia di Edwin L. Marin (1943)
- Crazy House, regia di Edward F. Cline (1943)
- Gung Ho! ('Gung Ho!': The Story of Carlson's Makin Island Raiders), regia di Ray Enright (1943)
- La donna fantasma (Phantom Lady), regia di Robert Siodmak (1944)
- La nave della morte (Follow the Boys), regia di A. Edward Sutherland e, non accreditato, John Rawlins (1944)
- La rivincita dell'uomo invisibile (The Invisible Man's Revenge), regia di Ford Beebe (1944)
- Destiny, regia di Reginald Le Borg e, non accreditato, Julien Duvivier (1944)
- La città proibita (Frisco Sal), regia di George Waggner (1945)
- See My Lawyer, regia di Edward F. Cline (1945)
- L'arca di Noè (The Naughty Nineties), regia di Jean Yarbrough (1945)
- Chango (Shady Lady), regia di George Waggner (1945)
- The Daltons Ride Again, regia di Ray Taylor (1945)
- Inside Job, regia di Jean Yarbrough (1946)
- Flight to Nowhere, regia di William Rowland (1946)
- Rinnegata (Renegade Girl), regia di William Berke (1946)
- Philo Vance's Gamble, regia di Basil Wrangell (1947)
- Philo Vance's Secret Mission, regia di Reginald Le Borg (1947)
- The Enchanted Valley, regia di Robert Emmett Tansey (1948)
- Apache Chief, regia di Frank McDonald (1949)
- I pirati di Capri, regia di Edgar G. Ulmer e, non accreditato, Giuseppe Maria Scotese (1949)
- Amore e sangue, regia di Marino Girolami (1951)
- Schatten über Neapel, regia di Hans Wolff (1951)